# Plac Marii Skłodowskiej-Curie w Poznaniu
Plac M. Skłodowskiej-Curie (daw. plac Bergera) – jeden z poznańskich placów, leżący wzdłuż ulicy Przemysłowej, w sercu osiedla administracyjnego Wilda. Plac rozpoczyna się na wysokości wildeckiego targowiska (od strony południowej) i ciągnie się do ulicy Jana Spychalskiego, (do końca 2017, Marcina Chwiałkowskiego) na północy. Mniej więcej pośrodku przecięty jest ulicą Gotthilfa Bergera – uprzedniego patrona placu.

## Zabudowa
- Rektorat Politechniki Poznańskiej (nr 5),
- obiekty wchodzące w skład Kampusu Wilda[2] (Politechnika Poznańska), między innymi budynek historycznej Szkoły Gminnej z 1898 roku, czy dawny Dom Starców,
- dawna łaźnia miejska z 1908 roku,
- skwer z fontanną Adolfa Bindera,
- boisko sportowe i plac zabaw na sąsiadującym skwerze Kurczewskiego.